# 玛丽昂·博拉
玛丽昂·博拉（法語：Marion Borras，1997年11月24日—），法国女子自行车运动员，2022年世界场地自行车锦标赛女子团体追逐赛铜牌得主、2023年世界场地自行车锦标赛女子团体追逐赛铜牌得主。